# Alex MacLean
Alex MacLean (1947) é um fotógrafo americano conhecido pelas suas fotografias aéreas.